# Дорадито андійський
Доради́то андійський (Pseudocolopteryx acutipennis) — вид горобцеподібних птахів родини тиранових (Tyrannidae). Мешкає в Андах.

## Поширення і екологія
Андійські дорадито гніздяться в Андах. Ареал їх гніздування простягається від північної Колумбії через Еквадор, Перу і Болівію до північно-західної Аргентини і гірських районів в центрі країни та до західного Парагваю. Взимку частина південних популяції мігрує в долини, досягаючи крайнього заходу Бразилії, сходу Болівії і Парагваю та сходу центральної Аргентини. Бродячі птахи спостерігалися навіть на східному узбережжі Бразилії.
Андійські дорадито живуть в чагарникових і очеретяних заростях поблизу води, на заплавних луках і болотах. Зустрічаються на висоті від 2200 до 3550 м над рівнем моря. Це досить рідкісний вид птахів в межах свого ареалу.